# Bud Freeman
 (mars 2023).
La mise en forme du texte ne suit pas les recommandations de Wikipédia : il faut le « wikifier ».
Les points d'amélioration suivants sont les cas les plus fréquents :
- Les titres sont pré-formatés par le logiciel. Ils ne sont ni en capitales, ni en gras.
- Le texte ne doit pas être écrit en capitales (les noms de famille non plus), ni en gras, ni en italique, ni en « petit »…
- Le gras n'est utilisé que pour surligner le titre de l'article dans l'introduction, une seule fois.
- L'italique est rarement utilisé : mots en langue étrangère, titres d'œuvres, noms de bateaux, etc.
- Les citations ne sont pas en italique mais en corps de texte normal. Elles sont entourées par des guillemets français : « et ».
- Les listes à puces sont à éviter, des paragraphes rédigés étant largement préférés. Les tableaux sont à réserver à la présentation de données structurées (résultats, etc.).
- Les appels de note de bas de page (petits chiffres en exposant, introduits par l'outil «  Source ») sont à placer entre la fin de phrase et le point final[comme ça].
- Les liens internes (vers d'autres articles de Wikipédia) sont à choisir avec parcimonie. Créez des liens vers des articles approfondissant le sujet. Les termes génériques sans rapport avec le sujet sont à éviter, ainsi que les répétitions de liens vers un même terme.
- Les liens externes sont à placer uniquement dans une section « Liens externes », à la fin de l'article. Ces liens sont à choisir avec parcimonie suivant les règles définies. Si un lien sert de source à l'article, son insertion dans le texte est à faire par les notes de bas de page.
- La présentation des références doit suivre les conventions bibliographiques. Il est recommandé d'utiliser les modèles {{Ouvrage}}, {{Chapitre}}, {{Article}}, {{Lien web}} et/ou {{Bibliographie}}. Le mode d'édition visuel peut mettre en forme automatiquement les références.
- Insérer une infobox (cadre d'informations à droite) n'est pas obligatoire pour parachever la mise en page.

Pour une aide détaillée, merci de consulter Aide:Wikification.
Si vous pensez que ces points ont été résolus, vous pouvez retirer ce bandeau et améliorer la mise en forme d'un autre article.
Pour les articles homonymes, voir Freeman.
Lawrence "Bud" Freeman, né le 13 avril 1906 et mort le 15 mars 1991 à Chicago, est un saxophoniste, compositeur et chef d’orchestre de jazz américain. Jouant essentiellement du saxophone ténor, il pratique également le saxophone C-mélody et la clarinette.
Bud Freeman est l'une des figures majeures du Chicago Jazz, avec d'autres musiciens blancs comme Jimmy McPartland, Frank Teschemacher, Dave Tough et Eddie Condon.
Il est considéré comme l'un des plus importants et des plus influents saxophonistes ténor de l'époque des big bands (swing). Ses enregistrements les plus célèbres sont The Eel, Tillie's Downtown Now, Crazeology, The Buzzard, and After Awhile, composé avec le clarinettiste Benny Goodman.

## Biographie
Freeman fut l'un des membres fondateurs du Austin High School Gang en 1922, avec Jimmy McPartland et Frank Teschemacher. À l'origine, il joue du saxophone C-melody, mais passe au saxophone ténor en 1924. Influencés par les artistes venus du Sud (notamment de La Nouvelle-Orléans), dont les New Orleans Rhythm Kings et Louis Armstrong, les musiciens du groupe développent leur style propre et donnent naissance au Chicago Jazz.
En 1927, il s'installe à New York où il travaille comme musicien de studio et joue dans des groupes avec des jazzmen tels que Red Nichols, Roger Wolfe Kahn, Ben Pollack ou Joe Venuti. En 1933, il se fait remarquer par un solo réalisé lors d'un enregistrement d'Eddie Condon, The Eel (« l'anguille »). On lui attribue alors ce surnom, en référence à ses longues et tortueuses improvisations qui rappellent la morphologie du serpent.
De 1936 à 1938, Freeman joue dans l'orchestre de Tommy Dorsey et joue brièvement dans celui de Benny Goodman en 1938, avant de former son propre jazzband, le Summa Cum Laude Orchestra, qui n'existera que de 1939 à 1940. Durant la Seconde Guerre mondiale, Freeman s'engage dans l'armée américaine et prend la tête d'une fanfare militaire dans les Îles Aléoutiennes (Alaska).
Après la guerre, Freeman revient à New York et dirige ses propres groupes, tout en conservant des liens avec ceux d'Eddie Condon et en jouant de temps à autre dans des jazzbands de mainstream, tels que ceux de Buck Clayton, Ruby Braff, Vic Dickenson ou encore Jo Jones. Il écrit également une ballade, Zen Is When, que le Dave Brubeck Quartet enregistre en 1964 pour son album Jazz Impressions of Japan. Il fut membre du World's Greatest Jazz Band (en) en 1969 et 1970, et occasionnellement par la suite. En 1974, il s'installe en Angleterre où il donne de nombreux concerts et réalise plusieurs enregistrements. Il se produit régulièrement à travers l'Europe. En 1980, il revient à Chicago, sa ville natale, et continue à jouer jusqu'à ses quatre-vingts ans.
Il écrivit deux Mémoires, You Don't Look Like a Musician (1974) et If You Know of a Better Life, Please Tell Me (1976), et une autobiographie en collaboration avec Robert Wolf, Crazeology (1989).
En 1992, Bud Freeman est intronisé au Big Band and Jazz Hall of Fame.

## Discographie
- Comes Jazz (Columbia, 1950)
- Battle of Jazz, Vol. 1 (Brunswick, 1953)
- Bud Freeman and the Chicagoans (Paramount, 1954)
- Test of Time (Bethlehem, 1955)
- Bud Freeman (Bethlehem, 1955)
- Midnight at Eddie Condon's (Emarcy, 1955)
- Jazz: Chicago Style (Columbia, 1955)
- Bud Freeman and His All-Star Jazz (Harmony, 1957)
- The Bud Freeman Group (Stere-O-Craft, 1957)
- Chicago/Austin High School Jazz in Hi-Fi (BMG Ariola, 1957)
- Bud Freeman & His Summa Cum Laude Trio (Dot, 1958)
- The Bud Freeman All-Stars featuring Shorty Baker (Swingville, 1960) avec Shorty Baker
- Midnight Session (Dot, 1960) with Mary Mulligan
- Summer Concert 1960 (Jazz Archives, 1960)
- Something to Remember You By (Black Lion, 1962)
- Chicago (Black Lion, 1962)
- Something Tender (United Artists, 1963)
- The Compleat Bud Freeman (Monmouth, 1970)
- The Joy of Sax (Chiaroscuro, 1974)
- Jazz Meeting in Holland (Circle, 1975)
- Song of the Tenor (Philips, 1975)
- Two Beautiful (Circle, 1976)
- Bucky and Bud (Flying Dutchman, 1976)
- Live in Harlem (Cat, 1978)
- California Session (Jazzology, 1982)
- The Real Bud Freeman (1984) (Principally Jazz, 1985)
- Superbud (Jazzology, 1992)[2]

Avec Rex Stewart & Cootie Williams
- The Big Challenge (Jazztone, 1957)

Avec George Wein
- Newport Jazz Festival All Stars (Atlantic, 1959 [1960]) avec Buck Clayton, Pee Wee Russell, Vic Dickenson, Champ Jones & Jake Hanna
- George Wein & the Newport All-Stars (Impulse!, 1962)